# SEEDS (人工衛星)
SEEDS （シーズ）はCubeSatプロジェクトの一環として日本大学が開発したアマチュア無線衛星である。2006年に1号機が打ち上げに失敗し、2008年に予備機が2号機として打ち上げられた。

## 概要
- サイズ：10 × 10 × 10 cm
- 重さ：1 kg

アマチュア無線等を使った学生の研究を目的としている。

## SEEDS1号機
2006年7月27日4時34分（日本時間）、ドニエプルによりカザフスタン共和国のバイコヌール宇宙基地から打ち上げられたが、打ち上げ74秒後に第1段エンジンが停止し、墜落した。これによりSEEDS1号機は破壊され軌道上には到達しなかった。

## SEEDS2号機
前回の1号機の予備機として製作されていたものにSSTV信号による画像データの送信等機能を追加改良を加えたもの。2008年4月28日12時53分にインドのサティシュ・ダワン宇宙センターよりPSLVロケットにより打ち上げられ打ち上げから18分45秒後、高度約630キロメートルでロケットから切り離され、太陽同期軌道に乗り打ち上げは成功した。
2013年現在も運用は続いている。

## 地上局
日本大学理工学部航空宇宙工学科アマチュア無線局（緯度：+35.725° 経度：+140.056944°海抜高度：約50m）